# Erzgebirgische Blechcompagnie
Die Erzgebirgische Blechcompagnie war im 17. Jahrhundert ein Zusammenschluss von mehreren Hammerwerken im sächsischen Erzgebirge. Die Ziele der Vereinigung waren, die Förderung von Eisen und Zinn zu regeln und die Preise für die gefertigten Bleche stabil auf hohem Niveau zu halten.

## Vorgeschichte
Der aus Nürnberg stammende Andreas Blau gründete im Erzgebirge mehrere Hammerwerke. Mit Hilfe angeworbener Fachleute aus der Amberger Gegend führte er die Herstellung von Weißblechen ein. Dabei wird im Rennfeuer gewonnenes Eisen zu Schwarzblech verarbeitet und durch Verzinnen veredelt. Seit dem letzten Viertel des 16. Jahrhunderts wurde auch in zahlreichen erzgebirgischen Hammerwerken die Technologie von Rennöfen auf Hochöfen umgestellt und neue Hammerwerke gleich so erbaut.

## Vorgängergesellschaft
Die von Andreas Blau erworbenen bzw. neu errichteten Hammerwerke schlossen sich mit anderen Hammerwerken zur „Gesellschaft des neuen Blechhandels zu Sachsenfeld“ zusammen.
Der Kurfürst Johann Friedrich gab einen Vorschuss von 7000 Gulden und war als Besitzer zweier Hammerwerke an der Vereinigung beteiligt.
Die Gesellschaft handelte außer mit Weißblech auch mit Zinn, Wismut, Blei und Draht.
Durch das Zusammenlegen der Förderung von Eisen und Zinn mit der Verarbeitung zu Weißblech sowie mit dem Vertrieb der fertigen Produkte verbesserte sich die Konkurrenzsituation zu anderen Produzenten, wie die Oberpfälzische Blechkompanie in Amberg. 
Wie in Burkhardtsgrün war Andreas Blau auch an Bergwerken beteiligt.
Andreas Blau flüchtete 1541 nach Streitigkeiten mit anderen Gesellschaftern nach Nürnberg. Das Verdienst der Vorgängergesellschaft war es, die Weißblecherzeugung ins Erzgebirge gebracht zu haben und Spezialisten für die Herstellung hier anzusiedeln. Schon 1553 trat die Gesellschaft nicht mehr in Erscheinung.

## Bildung der Gesellschaft
Eine Neuorganisation des Blechhandels erfolgte schon 1613 durch die Hammerherren. Der Kurfürst unterstützte ihre Bemühungen, indem er für fremde Bleche in Leipzig höhere Gebühren verlangte.
Es kamen mit Mittweida, Schönheiderhammer, Muldenhammer, Auerhammer und Wittigsthal weitere Werke hinzu.
Gegen Ende des Dreißigjährigen Krieges machte sich Matthäus Gnaspe, der technische Leiter des Messingwerkes Niederauerbach, Besitzer des Hammerwerkes Ellefeld, Gründer von Obersachsenberg und auch Blechfabrikant in Neidhardtsthal, mit Hamburger Kapitalgebern für Zinnbergleute stark und bildete in Marienberg eine bergbauliche Handelsgesellschaft. Er schlug 1663 dem Kurfürsten vor, den Blechhandel in Form einer Festen Hand als Gesellschaft zu führen. Traten 1665 nur zwei weitere Werke der Vereinigung bei, wurde am 29. Oktober 1678 in Neidhardtsthal ein Blechkontrakt geschlossen. Das war der Beginn der Erzgebirgischen Blechcompagnie. 

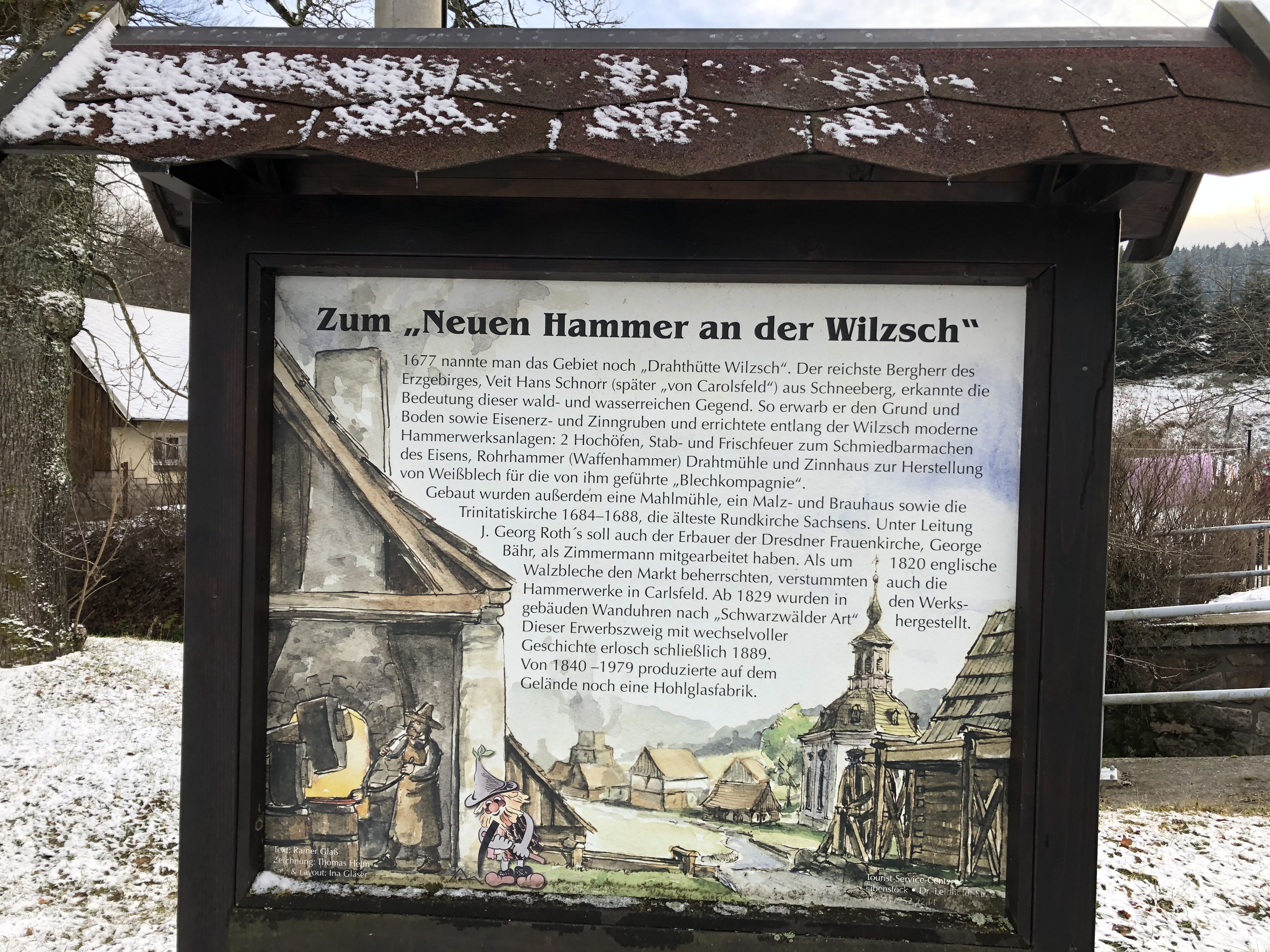
Infotafel in Carlsfeld

Beteiligt an den acht Teilen waren bei der Gründung: Abraham Siegel (1/16) als Besitzer von Wolfsgrün, Johann Gabriel Löbel, Schwiegersohn von Caspar Wittich (1/8), für Wittigsthal, Veit Hans Schnorr d. J. (2/8) als Besitzer des oberen Werkes Neidhardtsthal, für Blauenthal, für den Auerhammer Rosina Schnorr (1/16). Als Besitzer des Schönheiderhammers trat Susanna Siegel, Witwe von Heinrich Siegel (3/16) in Erscheinung. Wolf Adam und Friedrich Gottschaldt hatten 1/8, und der Besitzer des unteren Werkes Neidhardtsthal, Christoph Horbach, besaß 1/16.
Der am 4. April 1687 geadelte Gründer von Carlsfeld, Veit Hans Schnorr d. J., war der einzige Hammerherr, der auch an der anderen Festen Hand, die der Blaufarbenwerke, beteiligt war. Als Teilhaber mit fünf Werken bestimmte er maßgeblich das Geschehen, auch wenn die Leitung der Compagnie halbjährlich wechselte.
In Schneeberg wurde ein Hauptlager errichtet.
Später beteiligten sich auch andere Werke an der Gesellschaft. Die Werke in Tannenbergsthal, Rittersgrün, Sachsenfeld und Breitenhof stellten gleichfalls auf Weißblech um und beteiligten sich an der Gesellschaft.

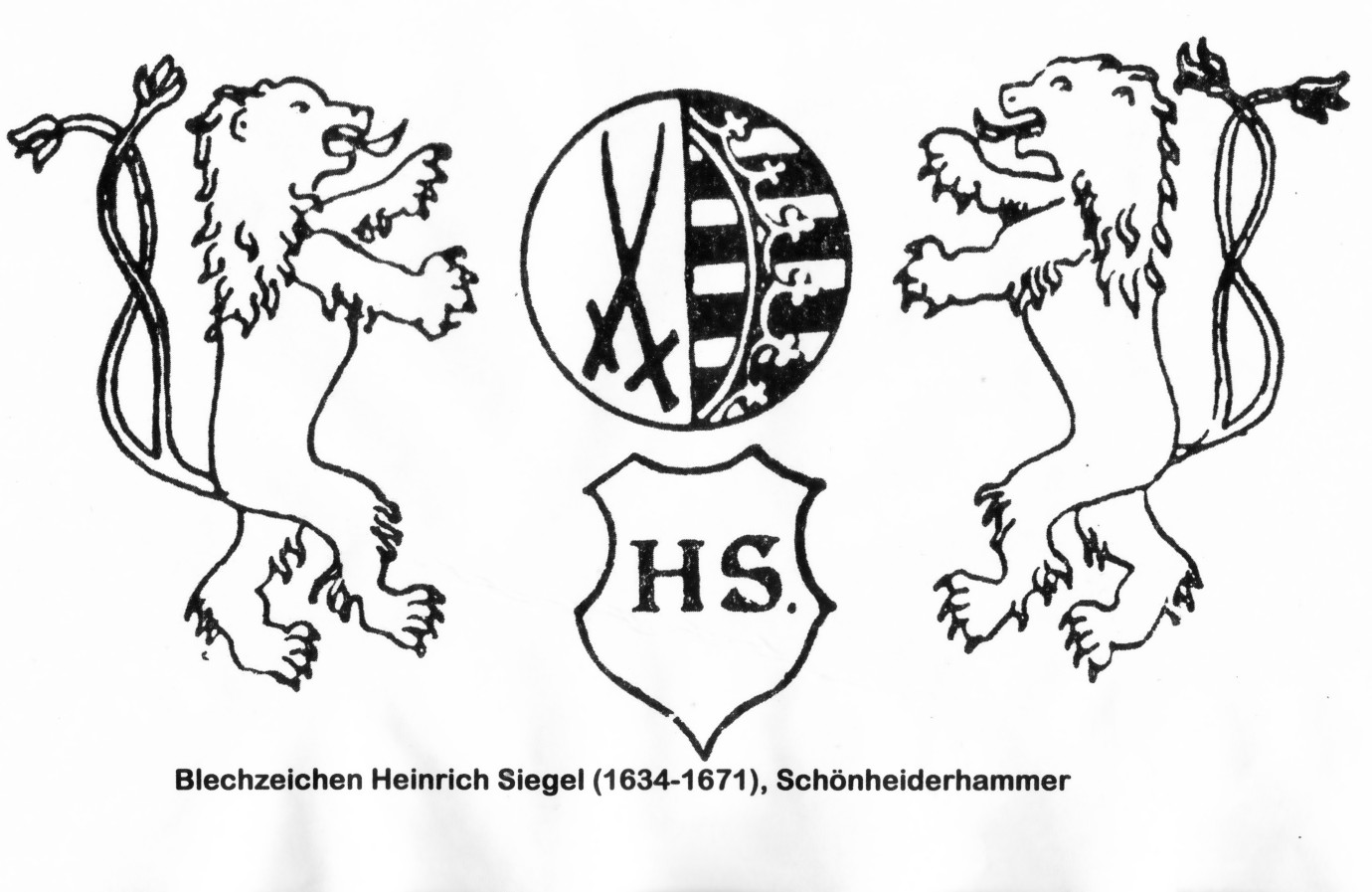
Blechzeichen Heinrich Siegel

Der Leipziger Ratsherr Wilhelm van Ryssel war als Faktor für die Blechkompanie tätig. Die Liefermengen wurden für jedes Werk einzeln festgelegt und einheitlich für alle die Preise. Überschüsse wurden anteilsmäßig verrechnet. Jedes Hammerwerk musste mit einem eigenen Blechzeichen seine Waren kennzeichnen und haftete bei schlechter Qualität für den daraus entstandenen Schaden. Jedes Mitglied verpflichtete sich, keine anderen Lieferverträge einzugehen. Bei Verstößen drohten 1000 Taler Konventionalstrafe. Die Hammerherren besaßen neben ihren Betrieben auch Anteile an Bergwerken und Wäldern und sicherten dadurch den Bergleuten in der Gegend ein Auskommen.
In einem Vertrag von 1691 wird Kaspar Siegmund von Berbisdorf als Besitzer zweier Hammerwerke in die Gesellschaft aufgenommen. Im Jahr 1695 wurde in Schwarzenberg die Leitung neu vergeben. In dieser Zeit gab es neben Schneeberg auch ein Lager in Schwarzenberg.
Am 28. Dezember 1695 traf man sich erneut in Schwarzenberg, um wegen anstehender Messen über Preise, Frachtvorschüsse und Auszahlungen ein Abkommen zu treffen. Auch wurde über die Rückgabe schlechter Waren verhandelt. Ferner vereinbarte man Strafen für Werke, die über die im Vorhinein festgelegte Lieferungmenge hinaus Bleche an Fremdabnehmer verkauften. Die Hälfte der Strafen bekam der Kurfürst ausbezahlt, die andere Hälfte blieb in der gemeinsamen Blechkasse. Wer kein Weißblech herstellen konnte, bekam aus der Kompaniekasse entsprechend seinem Anteil Geld gegen Zins vorgestreckt.